# Élections législatives grecques de 1865
Les élections législatives grecques du 14 mai 1865 furent les premières élections après l'adoption de la Constitution de 1864.
Elles se déroulèrent après la cession par le Royaume-Uni des Îles Ioniennes à la Grèce.
Elles furent remportées par le Parti nationaliste d'Alexandros Koumoundouros.

## Fonctionnement du scrutin
Conformément à la constitution de 1864, les élections se déroulèrent au suffrage masculin direct et secret. Les hommes de plus de 21 ans et propriétaires étaient électeurs. Les ecclésiastiques, les prévenus en attente de procès, les condamnés et ceux déchus de leurs droits civiques étaient exclus. Cependant, ces restrictions furent difficilement appliquées (nombre de non-propriétaires votaient). Les députés étaient répartis en proportion de la population de la province : un député pour 10 000 habitants ; avec un minimum de 150 députés. La loi du 25 novembre 1862 stipulait de plus que les Grecs « hétérochtones » (vivant hors des frontières du pays, à l'inverse des « autochtones » vivant à l'intérieur) étaient aussi électeurs. Comme ils étaient plus nombreux, leurs élus étaient aussi plus nombreux.
Les députés étaient élus à la majorité absolue, au niveau provincial. Chaque électeur disposait d'autant de votes qu'il y avait de candidats. Les électeurs, la plupart analphabètes, ne votaient pas avec des bulletins, mais avec des boules de plomb. Il y avait autant d'urnes qu'il y avait de candidats. L'électeur glissait la main dans l'urne et plaçait sa boule soit à droite (partie blanche, inscrite « oui »), soit à gauche (partie noire, inscrite « non »). Les urnes étaient en acier recouvert de laine pour éviter qu'un bruit quelconque informe de la façon dont l'électeur avait voté. Le député qui avait obtenu la majorité (en principe), mais proportionnellement le plus de voix (dans la réalité) était élu.

## Résultats
Les partis étaient alors plutôt identifiés par le nom de leur chef de file.
Il y avait 170 sièges à pourvoir. Le Parti nationaliste ou « parti d'Alexandros Koumoundouros » remporta les élections avec 95 sièges (55,9 %) ; le « parti de Dimitrios Voulgaris ou parti français » finit deuxième avec 40 sièges (23,5 %). Enfin, les « partisans du roi Othon Ier », pourtant déchu lors de la révolution de 1862, eurent 35 élus (20,6 %). Koumoundouros resta Premier ministre jusqu'en novembre.
| Parti d'Alexandros Koumoundouros                            | 95  |
| Parti de Dimitrios Voulgaris                                | 40  |
| Partisans du roi Othon Ier                                  | 35  |
| Total                                                       | 170 |
| Source : Pantelis, Koutsoubinas, Gerapetritis, 2010, p. 853 |     |